# Arno Doomernik
Arno Doomernik ('s-Hertogenbosch, 14 augustus 1970) is een voormalig Nederlands voetballer.
Doomernik speelde in de jeugd bij OSC'45 en PSV. Hij debuteerde als middenvelder in het seizoen 1992/93 bij Sparta Rotterdam. Een jaar later verruilde hij Sparta voor Roda JC waar hij het meeste zou spelen en waarmee hij tweemaal de KNVB beker won. Hij besloot zijn loopbaan na het seizoen 2001/02 bij NAC. Doomernik speelde 249 wedstrijden waarin hij 20 doelpunten maakte. Na zijn actieve loopbaan werd hij jeugdtrainer bij Roda JC.

## Clubs
- 1992/93:  Sparta Rotterdam
- 1993/00:  Roda JC
- 2000/02:  NAC

## Erelijst
Roda JC
- KNVB beker

1997